# Vương Quảng Hoa
Vương Quảng Hoa (tiếng Trung giản thể: 王广华, bính âm Hán ngữ: Wáng Guǎng Huá, sinh tháng 1 năm 1963, người Hán) là chuyên gia địa lý kinh tế, chính trị gia nước Cộng hòa Nhân dân Trung Hoa. Ông là Ủy viên Ủy ban Trung ương Đảng Cộng sản Trung Quốc khóa XX, hiện là Bí thư Đảng tổ, Bộ trưởng Bộ Tài nguyên thiên nhiên Trung Quốc. Ông nguyên là Ủy viên Đảng tổ, Phó Bộ trưởng Bộ Tài nguyên thiên nhiên; Ủy viên Đảng tổ, Phó Bộ trưởng Bộ Tài nguyên đất Trung Quốc.
Vương Quảng Hoa là đảng viên Đảng Cộng sản Trung Quốc, học vị Cử nhân Địa lý kinh tế, Thạc sĩ Kinh tế, học hàm Nhà nghiên cứu cấp Giáo sư. Ông có sự nghiệp xuất phát điểm từ cơ quan quản lý nông nghiệp, ngư nghiệp, xuyên suốt các cơ quan quản lý đất đai cho đến khi trở thành người lãnh đạo cơ quan quản lý tài nguyên thiên nhiên của Trung Quốc.

## Xuất thân và giáo dục
Vương Quảng Hoa sinh tháng 1 năm 1963 tại huyện Huỳnh Dương, nay là thành phố cấp huyện Huỳnh Dương, thuộc thủ phủ Trịnh Châu, tỉnh Hà Nam, Cộng hòa Nhân dân Trung Hoa. Ông lớn lên và tốt nghiệp phổ thông ở quê nhà, thi đỗ Đại học Bắc Kinh rồi tới thủ đô nhập học Khoa Địa lý học vào tháng 9 năm 1979, khi 16 tuổi. Tháng 7 năm 1983, ông tốt nghiệp Cử nhân chuyên ngành Địa lý kinh tế. Tháng 9 năm 2000, ông trở lại Bắc Đại, theo học cao học tại Học viện Hoàn cảnh (môi trường khoa học, 环境学院), chuyên ngành kinh tế khu vực, nhận bằng Thạc sĩ Kinh tế học vào tháng 8 năm 2003. Trong sự nghiệp, ông tham gia nghiên cứu khoa học và được phong hàm Nhà nghiên cứu cấp Giáo sư Địa lý kinh tế. Ông được kết nạp Đảng Cộng sản Trung Quốc vào tháng 12 năm 1987, được cử tham gia khóa tiến tu thứ hai giai đoạn tháng 3–6, năm 2003; khóa tiến tu cấp địa, sảnh tháng 5–7, năm 2011; và khóa tiến tu cấp bộ, tỉnh từ tháng 7 năm 2017 đến tháng 1 năm 2018 tại Trường Đảng Trung ương Đảng Cộng sản Trung Quốc.

## Sự nghiệp

### Các giai đoạn
Tháng 8 năm 1983, sau khi tốt nghiệp đại học, Vương Quảng Hoa bắt đầu sự nghiệp của mình khi được tuyển vào làm cán bộ Cục Quản lý đất, Bộ Nông Mục Ngư nghiệp Trung Quốc. Ngay trong năm này, ông được điều tới huyện Du Thụ, Cát Lâm tham gia huấn luyện cán bộ giai đoạn tháng 9–10. Tháng 8 năm 1986, Cục Quản lý đất nơi ông làm việc được tách ra khỏi Bộ Nông Mục Ngư, thành lập mới Cục Quản lý đất Quốc gia, cơ quan cấp phó bộ trực thuộc Quốc vụ viện; ông được điều chuyển sang làm cán bộ Ty Quy hoạch sử dụng đất của cục mới. Tháng 10 năm 1990, ông được điều sang Đức tập huấn, trở về vào tháng 4 năm 1992, bổ nhiệm làm Phó Trưởng ban Đăng ký đất, Ty Quản lý địa chính của Cục Quản lý đất Quốc gia. Tháng 3 năm 1994, Vương Quảng Hoa được điều chuyển vào chính sách công tác trung ương và địa phương, đảm nhiệm kiêm chức Phó Trưởng ban Đăng ký đất ở cơ quan trung ương và chức Phó Huyện trưởng huyện Ma Dương, tỉnh Hồ Nam; sau đó, được thăng chức làm trưởng ban từ tháng 12 cùng năm và miễn nhiệm chức vụ ở Ma Dương từ tháng 2 năm 1995. Tháng 1 năm 1998, ông được bổ nhiệm làm Trợ lý Thanh tra viên Ty Quản lý địa chính, rồi nhậm chức Phó Ty trưởng từ tháng 7 cùng năm, khi mà Cục Quản lý đất Quốc gia được cải tổ nâng cấp thành Bộ Tài nguyên đất Trung Quốc vào thời điểm này.
Tháng 11 năm 2001, Vương Quảng Hoa được điều chuyển làm Bí thư Đảng ủy, Chủ nhiệm Trung tâm Thông tin của Bộ Tài nguyên đất. Đến tháng 12 năm 2008, ông được bổ nhiệm làm Cục trưởng Cục Giám sát đất Vũ Hán, cấp chính sảnh, địa, đồng thời là Bí thư Đảng tổ từ tháng 12 năm 2009. Tháng 12 năm 2013, ông được điều sang làm Ty trưởng Ty Quản lý địa chính, rồi chuyển chức làm Cục trưởng Cục Đăng ký bất động sản sau đó. Tháng 6 năm 2015, ông được điều vào làm Ủy viên Đảng tổ của bộ, rồi được Tổng lý Lý Khắc Cường bổ nhiệm làm Phó Bộ trưởng Bộ Tài nguyên đất từ tháng 7 cùng năm.

### Bộ Tài nguyên thiên nhiên
Tháng 3 năm 2018, Bộ Tài nguyên đất được giải thể và xây dựng lại, thành lập mới Bộ Tài nguyên thiên nhiên, Vương Quảng Hoa được chuyển vị trí làm Ủy viên Đảng tổ, Phó Bộ trưởng bộ mới. Ngày 23 tháng 6 năm 2022, Ủy ban Trung ương quyết định phân công ông nhậm chức Bí thư Đảng tổ của bộ, một ngày sau, tức 24 tháng 6, ông được Ủy ban Thường vụ Nhân Đại Trung Quốc bổ nhiệm làm Bộ trưởng Bộ Tài nguyên thiên nhiên Trung Quốc theo đề nghị của Tổng lý Lý Khắc Cường, kế nhiệm Lục Hạo. Cuối năm 2022, ông tham gia Đại hội Đảng Cộng sản Trung Quốc lần thứ XX từ đoàn đại biểu khối cơ quan trung ương Đảng và Nhà nước. Tại đại hội, ông được bầu là Ủy viên Ủy ban Trung ương Đảng Cộng sản Trung Quốc khóa XX.